# Postcodes in Frankrijk
Postcodes werden in Frankrijk in 1964 ingevoerd toen de Franse Posterijen (La Poste) met automatisch sorteren begonnen. 

## Indeling
De Franse postcodes (Frans: code postal) bestaan uit vijf cijfers, waarvan de eerste twee cijfers het département aangeven. De drie erop volgende nummers identificeren het postkantoor van waaruit de post wordt besteld. Normaliter eindigen postcodes op een 0, behalve in de steden Parijs, Lyon en Marseille. In Parijs geven de laatste twee cijfers het arrondissement aan. Een voorbeeldadres in het 8e arrondissement van Parijs zou er als volgt uitzien:
10, Rue Chambiges
75008 PARIS
In ieder departement heeft de préfecture (hoofdstad) een postcode eindigend op 000, bijvoorbeeld Ajaccio in Corsica: 
15, Avenue du Général Leclerc
20000 AJACCIO

## Overzeese departementen
De Franse overzeese departementen gebruiken twee cijfers in aanvulling op een 97x-code, zoals: 971 (Guadeloupe), 972 (Martinique), 973 (Frans-Guyana), 974 (Réunion), 975 (Saint-Pierre en Miquelon), 976 (Mayotte), 984 (Franse Zuidelijke en Antarctische Gebieden), 986 (Wallis en Futuna), 987 (Frans-Polynesië), 988 (Nieuw-Caledonië). Een voorbeeld: 
Maison du Port
97100 BASSE-TERRE

## Cedex

### Doel
Cedex, Courrier d’Entreprise à Distribution EXceptionnelle, is een dienst voor professionele ontvangers van grote hoeveelheden post, zoals bedrijven, overheden, verenigingen en dergelijke. Het Cedex-systeem biedt deze professionele partijen een prioritaire behandeling van hun post.
Cedex wordt ook gebruikt door bedrijven die weliswaar in de periferie van grote steden zijn gevestigd, maar met de Cedex-code toch de indruk willen wekken dat ze ook daadwerkelijk in die stad zelf gevestigd zijn, zoals in het voorbeeld.

### Vorm
Een Cedex-postcode begint met een getal van vijf cijfers, van dezelfde vorm en op dezelfde positie in het adres als een reguliere Franse postcode. Bij een Cedex-code identificeert dit getal echter de geadresseerde of een groep van geadresseerden. Verder volgt op de naam van de gemeente de tekst CEDEX en eventueel een tweede getal. Dit getal is ofwel het identificatienummer van een distributiekantoor, indien er meer dan een in dezelfde agglomeratie zijn, dan wel het nummer van het arrondissement, indien er een splitsing is in verschillende arrondissementen.
De norm Afnor XP Z10-011 van mei 1997 mbt de vormvereisten aan adressen schrijft voor dat de laatste regel van een adres in hoofdletters staat. Aangezien de postcode deel uitmaakt van deze laatste regel, dient in een adres de term “CEDEX” in hoofdletters te staan. De gangbare afkorting van de term zelf is echter “Cedex”, dus met alleen een hoofdletter aan het begin.

### Voorbeeld
2, Place Jussieu
75251 PARIS CEDEX 05
De toevoeging ‘05’ identificeert hier het vijfde arrondissement.

## Leger
Het Franse leger gebruikt postcodes die met 00 beginnen.

## Monaco
De Franse posterijen verzorgen ook het postverkeer van Monaco en men gebruikt eveneens het Franse postcodesysteem. De postcode van Monaco is van de vorm 98XXX, waar men optioneel MC- aan kan laten voorafgaan om een adres in Monaco expliciet te onderscheiden van een Frans adres.
De volgende notaties zijn in gebruik:
1. 98XXX MONACO. Uitsluitend vanuit Frankrijk en Monaco, zonder vermelding van land van bestemming.
2. MC-98XXX MONACO. Uitsluitend vanuit Frankrijk en Monaco, zonder vermelding van land van bestemming.
3. 98XXX MONACO - FRANCE. Staatkundig gezien incorrect, maar geaccepteerd in het kader van de integratie van Monaco in het Franse postale territorium.
4. 98XXX MONACO - EUROPE. Staatkundig gezien correct. Deze wijze van vermelden voorkomt het verkeerd bezorgen van post van buiten Europa. Zo komt foutieve bestelling naar Marokko, Morocco in het Engels, geregeld voor.
5. 98XXX MONACO - MONACO.

Een voorbeeld:
12, Avenue de la Costa
98000 MONACO
Of:
12, Avenue de la Costa
MC-98000 MONACO

## Internationale adressering
De internationale vormen van postcodes bestaan uit de landcode die meestal gelijk is aan de code op de voertuigkentekens van het land, gevolgd door een koppelteken en de nationale vorm van de postcode. De landcode van Frankrijk is ‘F’.
Internationale vormen van enkele adresvoorbeelden:
8, Rue Chambiges
F-75008 PARIS
FRANCE
2, Place Jussieu
F-75251 PARIS CEDEX 05
FRANCE